# マーサ・ジェファーソン
マーサ・ウェイルズ・スケルトン・ジェファーソン（Martha Wayles Skelton Jefferson, 1748年10月30日 - 1782年9月6日）は、後に第3代アメリカ合衆国大統領となるトーマス・ジェファーソンの妻であるが、夫が大統領に就任する前に死亡した。身長5フィート（約152cm）。

## 複雑な家庭環境
1748年10月30日にイギリス領北米植民地のバージニア王室領植民地チャールズシティにて裕福な弁護士兼農園主であるジョン・ウェイルズ（1715年 - 1773年）の娘として生まれた。彼の最初の夫人マーサ・エップス（1712-1748）はマーサを産んだわずか6日後に死亡した。
父のウェイルズは3度の結婚の後に奴隷として所有していたベティ・ヘミングスを妾とし、彼女との間に6人の子供をもうけた。1773年にウェイルズが死亡したために、マーサと彼女の夫のトーマス・ジェファーソンがベティと彼女の子供たちの所有を継承することになった。

## 結婚と家族
マーサは1766年11月に18歳で裕福な弁護士のバサースト・スケルトン（1744年 - 1768年）と最初の結婚をした。ところが、スケルトンは1768年に亡くなり、結婚生活はわずか1年10ヶ月で終わった。マーサは20歳で未亡人となった。1767年に生まれた2人の唯一の子供のジョンも、1771年に4歳で亡くなった。
ハープシコードを上手に弾くマーサとヴァイオリンを弾くジェファーソンはすぐに意気投合した。別の求婚者がマーサを訪れたところ、すでに先客のジェファーソンと仲良く歌ったり、演奏したりしているのを見て、諦めて帰ったという逸話も残っている。1772年1月1日に2人は結婚式を挙げた。
マーサ・ジェファーソンは夫のために重要な公的役割も担った。マーサ・ワシントンからの要求に応じて、ジョージ・ワシントンの軍隊兵士に必要な物資を調達するため婦人会に働きかけた。
マーサは表情豊かで優雅であり、細身の体格に薄茶色の大きな目と赤褐色の髪の持ち主だったと言われている。とても美しかったとの記述もある。しかし、彼女の顔画像は残っておらず、シルエットが1つあるのみである。
裁縫が得意であり、彼女の音楽の本といくつかの刺繍が残されている。ジェファーソンは彼女に深い愛情を注いだが、妊娠・出産の繰り返しによって、元から病気がちだった虚弱体質はより一層悪化した。ジェファーソンとの間に生まれた6人の子供のうち、成人したのは2人だけだった。
- マーサ・ワシントン・ジェファーソン（1772年 - 1836年） - 亡き母に代わり、実質的なファーストレディを務めた。
- ジェーン・ランドルフ・ジェファーソン（1774年 - 1775年）
- 無名の息子（1777年） - 死産。
- メアリー・ジェファーソン（英語版）（1778年 - 1804年）
- ルーシー・エリザベス・ジェファーソン（1780年 - 1781年）
- ルーシー・エリザベス・ジェファーソン（1782年 - 1785年） - 上の姉と同名。

アメリカ独立宣言を起草するためにフィラデルフィアで開催された第二次大陸会議に出席していたジェファーソンは、マーサの健康状態の悪化を心配し、少しでも早く妻のところへ戻ろうとした。出世を望まず、政治活動も控えるようになっていった。
マーサは1782年5月に末娘のルーシーを産んだが、出産後の肥立ちが悪く、同年9月6日に亡くなった。33歳没。死の床にあった妻の前でジェファーソンは「再婚は絶対にしない」と約束したと言われている。
ジェファーソンは非常に几帳面な性格で、自分が書いた手紙1万8千通のコピー、受け取った手紙2万5千通を残したが、なぜか妻との手紙はすべて処分した。そのため2人のプライバシーは謎に包まれているが、死の床での夫妻のやり取りについては知られている。死の床でマーサは、夫が愛読したローレンス・スターンの小説『トリストラム・シャンディ』の一節を書き写した。「時はあまりに早く移ろい、我がたどる文字はみな人生のいかに速やかに我がペンを追うかを告げる。その日時は強風の日の雲の如く、我らが頭上を吹き去りて二度と戻らず」その後をジェファーソンが引き取って書いた。「汝の手にする惜別の接吻、その後の別れは、すべてこれ来るべき永遠の別れのプレリュード」。ジェファーソンはマーサの一束の髪とこのノートを封筒に入れて保管した。
ジェファーソンは葬式の後、3週間は自分の部屋の中にこもり、その後も農園の周辺を行く先を決めずに馬に乗ってさまよっていた。マーサが亡くなってから8週間が経過すると、彼女の健康状態が悪化してからは控えていた政治の世界に戻り、再び精力的に活動するようになった。
ジェファーソンは約束通りに終生再婚しなかった。しかし、DNA鑑定の結果はジェファーソンがマーサの死後に前出のベティ・ヘミングスの娘のサリー・ヘミングスとの間に何人かの子供をもうけた可能性が高いことを示した。